# Alexis Maridor
Alexis Maridor, né le 15 juillet 1848 à Fenin et mort le 1er septembre 1909 à Paris, est un écrivain suisse.

## Biographie
Il est rédacteur du journal politique radical National Suisse et appartient, en 1889, pour les radicaux, au collège de la ville de La Chaux-de-Fonds. En 1895, il est élu au Grand Conseil du canton de Neuchâtel.
Il publie plusieurs revues littéraires, en particulier avec Elie Doutrebande La Muse romande publiée à La Chaux-de-Fonds de 1890 à 1893 ; le numéro de la première année (1890–1891) comporte une préface de Virgile Rossel ; le second numéro une préface de Henri Warnery. 
En 1899 sa maison d'édition A. Maridor, localisée à La Chaux-de-Fonds est mise en liquidation.

## Publications
- Le colonel (Jules) Philippin. Esquisse biographique par Alexis Maridor, rédacteur du National Suisse. Suivie des Mémoires du colonel (autobiographie) rédigés par lui-même en 1881-1882. (Avec son portrait), La-Chaux-de-Fonds, 1883 ; réédition en 1893.
- Quelques notes sur la future organisation de l'établissement des jeunes garçons projeté à La Chaux-de-Fonds, Conseil général, La Chaux-de-Fonds 1891, 126 p. (OCLC 79692230).
- Maître Brosse. Roman de mœurs suisses, La Chaux-de-Fonds 1897, 191 p. (OCLC 718144990).
- Beppa, ou Martyrisée : roman populaire suisse (sous le pseudonyme Paul des Alpes), La Chaux-de-Fonds 1897, 338 p.

### Édition de revues
- La Récréation : journal littéraire hebdomadaire 1869.
- La Muse romande 1890-1893.
- Nos fêtes 1894-1897.